# Alpena Motor Car Company

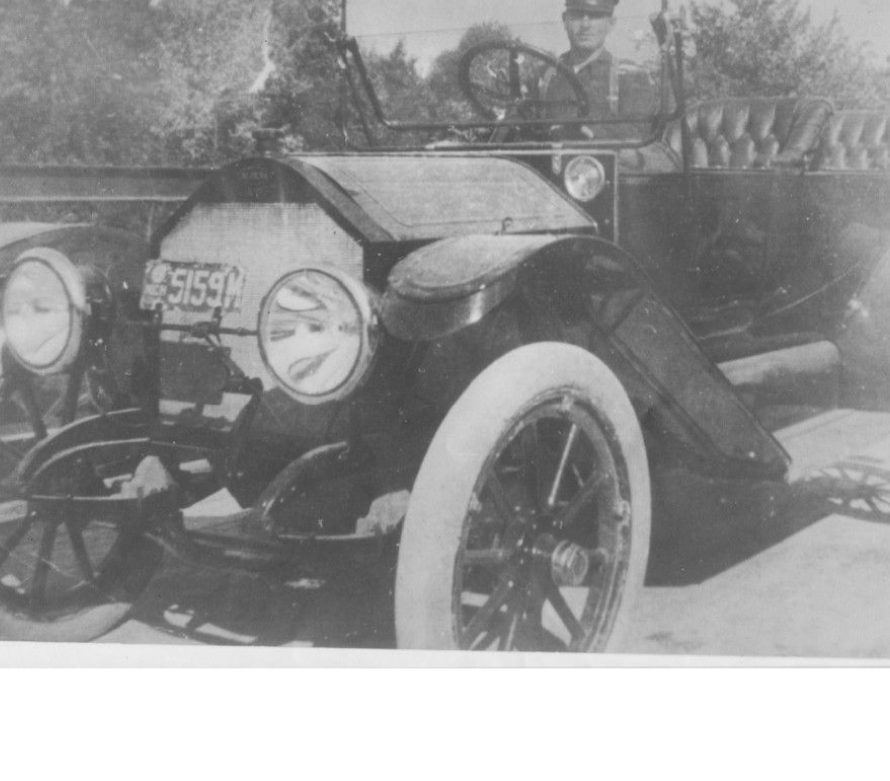
Alpena Flyer

Alpena Motor Car Company war ein US-amerikanischer Hersteller von Automobilen.

## Unternehmensgeschichte
Thomas F. Ahern, ein Ingenieur aus Detroit, und sein Freund Daniel D. Hanover gründeten das Unternehmen im Juni 1910. Sitz war in Alpena in Michigan. Im Juli 1910 wurden die Reste der aufgelösten Wolverine Motor Car Company aus Mount Clemens übernommen und bis August nach Alpena transportiert. 1911 begann die Produktion von Automobilen. Der Markenname lautete Alpena. Im Juni 1911 übernahm Richard Collins die Leitung, nachdem der bisherige Präsident Hanover den Posten wegen Krankheit aufgegeben hatte. Im Februar 1914 endete die Produktion, als das Unternehmen in Insolvenz ging.
Canadian Motors importierte Fahrzeuge nach Kanada.

## Fahrzeuge
1911 wurden alle Modelle Flyer genannt. Sie hatten einen Vierzylindermotor mit 30 PS Leistung. Der Radstand des Fahrgestells betrug 284 cm. Model A war ein fünfsitziger Tourenwagen, Model B ein viersitziger Tourenwagen, Model C ein viertüriger Tourenwagen und Model D ein Torpedo-Roadster.
1912 bestand das Sortiment aus zwei Modellreihen Four, beide mit Vierzylindermotoren. Der viertürige Tourenwagen Model F, der Roadster Model G und das Model H als Detachable Tonneau hatten 305 cm Radstand und mit 40 PS den stärkeren Motor. Die kleineren Modelle können als Nachfolger der 1911er Modelle angesehen werden, da sie Motorleistung und Radstand übernahmen. Model J war ein viertüriger Tourenwagen, Model K ein Roadster, Model L ein Detachable Tonneau und Model M ein Tourenwagen.
Ab 1913 ergänzte das Sechszylindermodell Six als Model N-50 das Angebot. Der Motor stammte von der Rutenber Motor Company und leistete 50 PS. Der Radstand betrug einheitlich 343 cm. Ein zweisitziger Roadster, ein viersitziger Tourabout sowie Tourenwagen mit fünf und sieben Sitzen standen zur Verfügung. Der Four hatte 315 cm Radstand. Das Model O-38 war ein fünfsitziger Tourenwagen. Das Model P-40 gab es als zweisitzigen Runabout und als viersitzigen Torpedo. Bei beiden leistete der Motor 40 PS. Mit 44 PS etwas stärker war der Motor im Roadster Model X.

## Modellübersicht
| Jahr      | Modell | Ausführung | Zylinder | Leistung (PS) | Radstand (cm) | Aufbau                                                                            |
| --------- | ------ | ---------- | -------- | ------------- | ------------- | --------------------------------------------------------------------------------- |
| 1911      | Flyer  | Model A    | 4        | 30            | 284           | Tourenwagen 5-sitzig                                                              |
| 1911      | Flyer  | Model B    | 4        | 30            | 284           | Tourenwagen 4-sitzig                                                              |
| 1911      | Flyer  | Model C    | 4        | 30            | 284           | Tourenwagen 4-türig                                                               |
| 1911      | Flyer  | Model D    | 4        | 30            | 284           | Torpedo-Roadster                                                                  |
| 1912      | Four   | Model F    | 4        | 4             | 284           | Tourenwagen 4-türig                                                               |
| 1912      | Four   | Model G    | 4        | 4             | 284           | Roadster                                                                          |
| 1912      | Four   | Model H    | 4        | 4             | 284           | Detachable Tonneau                                                                |
| 1912      | Four   | Model J    | 4        | 30            | 284           | Tourenwagen 4-türig                                                               |
| 1912      | Four   | Model K    | 4        | 30            | 284           | Roadster                                                                          |
| 1912      | Four   | Model L    | 4        | 30            | 284           | Detachable Tonneau                                                                |
| 1912      | Four   | Model M    | 4        | 30            | 284           | Tourenwagen                                                                       |
| 1913–1914 | Six    | Model N-50 | 6        | 50            | 343           | Roadster 2-sitzig, Tourabout 4-sitzig, Tourenwagen 5-sitzig, Tourenwagen 7-sitzig |
| 1913–1914 | Four   | Model O-38 | 4        | 40            | 315           | Tourenwagen 5-sitzig                                                              |
| 1913–1914 | Four   | Model P-40 | 4        | 40            | 315           | Runabout 2-sitzig, Torpedo 4-sitzig                                               |
| 1913–1914 | Four   | Model X    | 4        | 44            | 315           | Roadster                                                                          |